# Associazione Italiana Calciatori
Die Associazione Italiana Calciatori (bekannt als AIC) ist eine italienische Fußballspielervereinigung. Sie wurde am 3. Juli 1968 von einer Gruppe Fußballspieler gegründet, die aus Giacomo Bulgarelli, Sandro Mazzola, Gianni Rivera, Ernesto Càstano, Giancarlo De Sisti, Giacomo Losi, Carlo Mupo, Giorgio Sereni, Gianni Corelli und Sergio Campana bestand. Zunächst vertrat das AIC nur Spieler aus der Serie A und Serie B. Zu Beginn der 1970er Jahre wurde auch die Spieler der Serie C und Serie D, der sogenannten Amateurspieler, integriert. Die AIC veröffentlicht eine Liste der vereinslosen Spieler, die der Vereinigung angehören. Zudem setzt sich das AIC gegen den Rassismus ein. Ein weiteres Anliegen des AIC sind die Rechte des Spielers, d. h. die Bezahlung, Maßnahmen gegen Verletzungen und die Sicherheit in den Stadien. Zudem wurde von Campana bereits im Jahr 1994 die verschwenderische Vereinspolitik der Vereinspräsidenten und die Überschuldung der Serie-A-Vereine kritisiert. Der Sitz der Vereinigung liegt in der venetischen Stadt Vicenza, aktueller Präsident ist Umberto Calcagno, vorher bekleideten Sergio Campana (1968–2011) und Damiano Tommasi (2011–2020) dieses Amt.
Auszeichnungen durch die AIC:
- Oscar del Calcio (1997–2010)
- Gran Galà del Calcio (seit 2011)
- Premio Bulgarelli Number 8 (seit 2011)
- Spieler des Monats der Serie A (seit 2018)